# Amblin’
Amblin’ – krótkometrażowy film fabularny z 1968 roku w reżyserii Stevena Spielberga. Obraz opowiada o podróży dwójki młodych ludzi, którzy  przez pustynię zmierzają nad morze. Był to pierwszy profesjonalny film Spielberga zrealizowany na taśmie 35 mm, dzięki któremu podpisał siedmioletni kontrakt z Universal TV.
W 1981 roku Spielberg założył przedsiębiorstwo produkcyjne Amblin Entertainment, którego nazwa stanowi odniesienie do filmu.

## Fabuła
Akcja filmu rozgrywa się w południowej Kalifornii, gdzie idący pustynną drogą autostopowicz usiłuje zatrzymać samochód, by dotrzeć do wybrzeża Pacyfiku. W trakcie swojej wędrówki poznaje młodą dziewczynę, która zmierza w tym samym kierunku. Podróżnicy szybko nawiązują ze sobą więź; jedzą oliwki, tańczą, kochają się i palą marihuanę. W kolejnej scenie jadą już furgonetką, z której obserwują innego autostopowicza stojącego na poboczu z napisem UCLA (zagrał go młody Spielberg). Po dotarciu do wybrzeża chłopak rzuca swój futerał na gitarę i biegnie w kierunku wody, podczas gdy dziewczyna bada jego zawartość. Okazuje się, że futerał do którego nie pozwalał jej zajrzeć, służy jako walizka. Podczas gdy chłopak pływa w oceanie dziewczyna oddala się.

## Produkcja
Pod koniec lat 60. aspirujący do roli reżysera Spielberg starał się o pracę w wytwórni Universal. Ponieważ nie miał w dorobku żadnych większych osiągnięć musiał udowodnić, że potrafi zrealizować profesjonalny film na taśmie 35 mm. Wpadł więc na pomysł nakręcenia krótkometrażowego obrazu pod tytułem Amblin’. Mniej więcej, w tym samym czasie poznał Denisa Hoffmana, początkującego producenta, który zgodził się sfinansować jego produkcję. Postawił jednak dwa warunki, zgodnie z którymi Spielberg miał nakręcić obraz całkowicie za darmo i przez 10 lat reżyserować wybrane przez niego filmy.
Po uzgodnieniu umowy Spielberg rozpoczął przygotowania do produkcji. Do roli autostopowicza zaangażował Richarda Levina, który pracował jako bibliotekarz w Beverly Hills. Z kolei rolę żeńską powierzył Pameli McMyler pracującej w teatrze w Pasadenie. Zdjęcia rozpoczęto 6 lipca 1968 roku i przez osiem dni realizowano je w pustynnych plenerach miasta Pearblossom w Kalifornii oraz na plaży w Malibu. Ponieważ realizowano je w upalne dni, a ekipa filmowa pracowała za darmo, wielu jej członków zrezygnowało przed końcem zdjęć. W produkcji pomagała Spielbergowi również jego siostra Anne. Łącznie nakręcono około trzech godzin materiału, który przez sześć tygodni montowano w studiu w Hollywood.
Premiera odbyła się 18 grudnia 1968 w Loews Crest Theater w Los Angeles, gdzie film był wyświetlany wspólnie z obrazem Otto Premingera Skidoo. Amblin’ zdobył także kilka nagród na festiwalach filmowych, w tym na Atlanta Film Festival w 1969 roku. Obraz spodobał się także wiceprezesowi Universal TV Sidowi Sheinbergowi, który podpisał siedmioletni kontrakt z dwudziestodwuletnim wówczas Spielbergiem. Dzięki temu został on najmłodszym reżyserem, który zawarł długoterminową współpracę z jedną z największych wytwórni filmowych w Hollywood.